# Il piano di Maggie - A cosa servono gli uomini
Il piano di Maggie - A cosa servono gli uomini (Maggie's Plan) è un film del 2015 diretto da Rebecca Miller e interpretato da Greta Gerwig, Ethan Hawke e Julianne Moore, tratto dall'omonimo romanzo di Karen Rinaldi pubblicato in Italia da Rizzoli.
È stato proiettato in anteprima al Toronto International Film Festival e in seguito in molte altre manifestazioni internazionali, tra cui il Sundance Film Festival e il 66º Festival di Berlino, nella sezione Panorama.

## Trama
La trentenne Maggie Hardin è un'insegnante newyorkese con una vita organizzata e calcolata, ma che non ha molto successo in amore. Ciò nonostante decide che è arrivato il momento di avere un figlio, da sola, ma quando conosce lo scrittore e antropologo John Harding s'innamora per la prima volta.
Maggie è perciò costretta a modificare il suo progetto di diventare mamma e a complicare le cose c'è il fatto che John è infelicemente sposato con la danese Georgette, una brillante professoressa universitaria. Maggie cambia decisamente strategia e si lancia in un azzardato triangolo che porterà le vite dei tre personaggi ad intrecciarsi in modi inaspettati. Infatti, dopo avere lasciato Georgette per Maggie, John si dedica sempre di più alla scrittura del suo primo romanzo. Maggie,  che è infelice, combina le cose in modo che i due ex coniugi possano rincontrarsi e riallacciare i rapporti.

## Produzione
Le riprese del film sono iniziate il 23 febbraio 2015 a New York, dov'è stato girato principalmente tra Brooklyn e Manhattan (si possono riconoscere Union Square e Washington Square Park).
La scelta dell'australiano Travis Fimmel per il ruolo di Guy è stata suggerita a Rebecca Miller dal marito, l'attore Daniel Day-Lewis, dopo averlo notato nella serie televisiva Vikings del 2013. Per il ruolo di John, interpretato da Ethan Hawke, era stato invece preso in considerazione inizialmente l'attore britannico Clive Owen.

## Distribuzione
Prima di uscire negli Stati Uniti il 20 maggio 2016, con una distribuzione limitata nelle sale cinematografiche, il film è stato proiettato in anteprima al Toronto International Film Festival e in altre manifestazioni internazionali come il Sundance Film Festival e il Festival di Berlino. In seguito ha partecipato a numerosi altri festival, tra cui il Biografilm di Bologna.

### Date di uscita
- Francia (Maggie a un plan) - 27 aprile 2016
- USA (Maggie's Plan) - 20 maggio 2016
- Serbia (Megin plan) - 26 maggio 2016
- Svizzera - 1º giugno 2016
- Repubblica di Macedonia (Планот на Меги) - 2 giugno 2016
- Paesi Bassi - 9 giugno 2016
- Canada (Maggie's Plan) - 10 giugno 2016
- Israele (Ha'roman shel Maggie) - 23 giugno 2016
- Portogallo (Maggie Tem Um Plano) - 23 giugno 2016
- Italia (Il piano di Maggie - A cosa servono gli uomini) - 29 giugno 2016
- Australia (Maggie's Plan) - 7 luglio 2016
- Regno Unito (Maggie's Plan) - 8 luglio 2016
- Irlanda (Maggie's Plan) - 8 luglio 2016
- Grecia (Η Μάγκι έχει σχέδιο) - 28 luglio 2016
- Germania (Maggies Plan) - 4 agosto 2016
- Perù (El plan de Maggie) - 10 agosto 2016
- Polonia (Plan Maggie) - 23 settembre 2016
- Taiwan - 30 settembre 2016
- Hong Kong - 20 ottobre 2016
- Estonia (Maggie plaan) - 21 ottobre 2016
- Spagna (Maggie's Plan) - 28 ottobre 2016
- Lituania (Meges planas) - 4 novembre 2016
- Brasile (Maggie Tem Um Plano) - 10 novembre 2016
- Giappone - 21 gennaio 2017
- Corea del Sud - 25 gennaio 2017

### Festival
- Toronto International Film Festival (12 settembre 2015)
- New York Film Festival (4 ottobre 2015)
- Sundance Film Festival (22 gennaio 2016)
- Festival internazionale del cinema di Berlino (15 febbraio 2016)
- Luxembourg City Film Festival (4 marzo 2016)
- FEST (Belgrado, 6 marzo 2016)
- San Francisco International Film Festival (23 aprile 2016)
- Montclair Film Festival (3 maggio 2016)
- Sydney Film Festival (11 giugno 2016)
- Filmfest München (Monaco di Baviera, 15 giugno 2016)
- Biografilm Festival (16 giugno 2016)
- Edinburgh International Film Festival (18 giugno 2016)
- Taipei Film Festival (10 luglio 2016)
- Two Riversides Film and Art Festival (Kazimierz Dolny, 6 agosto 2016)
- Helsinki International Film Festival (16 settembre 2016)
- American Film Festival (Mosca, 22 settembre 2016)

## Accoglienza

### Incassi
Negli Stati Uniti il film ha riportato un incasso di 63.308 dollari nella prima settimana di proiezione in cui è uscito in sole cinque sale. Al 25 settembre 2016 gli incassi complessivi sono stati di 3.351.230 dollari. In Italia ha incassato 58.245 euro nella prima settimana, con distribuzione in 87 sale, e 273.581 euro complessivi al 28 agosto 2016.

### Critica
Il piano di Maggie ha ricevuto recensioni positive da parte della critica. Sul sito aggregatore di recensioni Rotten Tomatoes il film ha un indice di gradimento dell'86% basato su 163 recensioni professionali, con un voto medio di 7,1 su 10. Il sito Metacritic assegna al film un punteggio di 76 su 100, sulla base di 35 recensioni.
Cath Clarke del magazine Time Out lo ha giudicato «intelligente e stravagante, con personaggi femminili amabili e complicati», Nigel M. Smith di The Guardian «imprevedibile e un po' caotico... ciò che rende così delizioso Il piano di Maggie», e April Wolfe di The Village Voice «una commedia leggera divertente con personaggi memorabili».
Peter Travers della rivista Rolling Stone ha definito il film «una briosa commedia che fa riflettere», aggiungendo: «Sostenuto da attori impeccabili che interagiscono perfettamente, Il piano di Maggie stimola piacevolmente con risate che possono, improvvisamente o addirittura giorni dopo, togliere il respiro».
Secondo Eric Kohn del sito IndieWire, la regista «pone la Gerwig al centro di una storia impegnata con temi semplici, ma che scorre via in modo così naturale che le sue qualità riduttive si notano appena. La sceneggiatura estremamente intelligente è il vero "piano", e la performance della Gerwig la mette in pratica».
Il giornalista A. O. Scott del New York Times ha scritto che Rebecca Miller «riesce a trovare un difficile equilibrio tra farsa, satira e sincerità emotiva», mentre Ann Hornaday ha riportato sul Washington Post: «Il piano di Maggie esercita un fascino inconfondibile, e quando allunga il passo e lo schema del titolo si mette in marcia, il film assume un ritmo bizzarro e gioioso e spicca davvero il volo».
Tra le poche recensioni negative ci sono state quelle di A.A. Dowd del sito The A.V. Club, che ha giudicato il film «una commedia che dimostra come un cast accattivante e una meravigliosa premessa non sono garanzia di grandi risate», e Christy Lemire, che sul sito RogerEbert.com ha scritto: «Il piano di Maggie non è abbastanza "screwball". I personaggi devono anche essere sottoposti a qualche introspezione e trovare un compromesso tra queste due dinamiche si dimostra impegnativo».
Anche in Italia il film ha ottenuto recensioni positive. Molti hanno elogiato sia il lavoro della regista sia la prova del cast, in particolare della protagonista, secondo Cristina Piccino de Il manifesto «magnifica nel trovare gli accenti sempre giusti per renderne la gamma di sfumature».
Secondo Alessandra Levantesi Kezich de La Stampa «la Miller gioca questo (molto contemporaneo) girotondo di confusione esistenziale con un'ironia e una leggerezza che lasciano trasparire un tessuto non banale di sentimenti», mentre Anna Maria Pasetti ha scritto su Il Fatto Quotidiano che II piano di Maggie «sorride a Woody Allen e a Noah Baumbach ma si distingue per l'afflato femminile/neo femminista della Miller, qui in una delle sue prove più riuscite della recente filmografia. II triangolo attoriale è magnifico ed esprime la miglior dialettica della "screwball" contemporanea».

## Riconoscimenti
- 2016 - Edinburgh International Film Festival

Nomination Premio del pubblico a Rebecca Miller
- 2017 - Traverse City Film Festival

Founders Prize per il miglior film statunitense a Rebecca Miller
- 2017 - International Online Cinema Awards

Nomination Halfway Award per la miglior attrice non protagonista a Julianne Moore
- 2017 - Women Film Critics Circle Awards

Nomination Miglior narratrice a Rebecca Miller
Nomination Miglior attrice in una commedia a Greta Gerwig
- 2017 - Alliance of Women Film Journalists

Nomination EDA Female Focus Award per la miglior regista a Rebecca Miller
Nomination EDA Female Focus Award per la miglior sceneggiatrice a Rebecca Miller

## Colonna sonora
La colonna sonora del film è stata pubblicata dalla Milan Records il 20 maggio 2016. Oltre a composizioni originali di Michael Rohatyn comprende brani come Dancing in the Dark di Bruce Springsteen, nella versione dello stesso Springsteen e in quella eseguita da Kathleen Hanna e Tommy Buck, Man in the Street di Don Drummond, Hey Sparrow del duo Peaking Lights e A Message to You, Rudy di Dandy Livingstone.

### Tracce
1. Musical Communion (The Skatalites) - 3:02
2. Un-che - 1:18
3. Hey Sparrow (Peaking Lights) - 3:56
4. Fountain March/Cafeteria - 1:09
5. Martin Neems/Chinatown - 1:48
6. A Message to You, Rudy (Dandy Livingstone) - 2:33
7. Maggie's Plan - 1:24
8. Dancing in the Dark (Bruce Springsteen) - 3:59
9. Man in the Street (Don Drummond) - 3:13
10. A Fortune Cookie - 2:58
11. Quaker/Lost in Snow - 2:08
12. Daddy's Bubble - 2:49
13. One More Un-che - 1:22
14. Maggie and Lily - 1:26
15. Groove to the Beat (Keith & Ken) - 3:03
16. Dancing in the Dark (Kathleen Hanna & Tommy Buck) - 3:53
17. A Bright Opening - 2:10
18. Waltz 3.9 - 3:03
19. Manic Buttons - 1:02
20. Zither Ode - 0:48
21. Shoes Red - 0:46
22. Shoes Blue - 0:42